# Abadia de Bonafont
L'abadia de Bonafont és una abadia cistercenca situada entre les comunes comengeses de Propiari i Seps, al departament de l'Alta Garona (regió d'Occitània). El 28 de desembre de 1984 va ser catalogada i classificada com a monument històric de França.

## Història
Va ser fundada el 1136 en terres donades per Flandrina de Montpesat i els seus fills. L'abadia cistercenca de Bonafont va tenir un paper important en la vida política, religiosa i econòmica del comtat de Comenge. En aquest context l'abadia va prosperar i va promocionar la creació de noves abadiesː l'abadia de Vilalonga, l'abadia de Bolbona, l'abadia de Perinhac, l'abadia de Nisors; i dues abadies hispàniquesː Santa Fe i Lavaix. També va promocionar la construcció de bastides, com Bossens, Carbona, Plasença de Toish o Era Estela de Sent Martòri.
Quatre comtes de Comenge van ser enterrats a Bonafont: Bernat II († abans de 1153), Bernat V († 1241), Bernat VI († entre 1295 i 1300) i Bernat VII († 1312). L'escultura mortuòria jacent d'un comte, ara conservada al Museu dels Augustins de Tolosa, s'atribueix a la tomba de Bernat VI o Bernat VI.

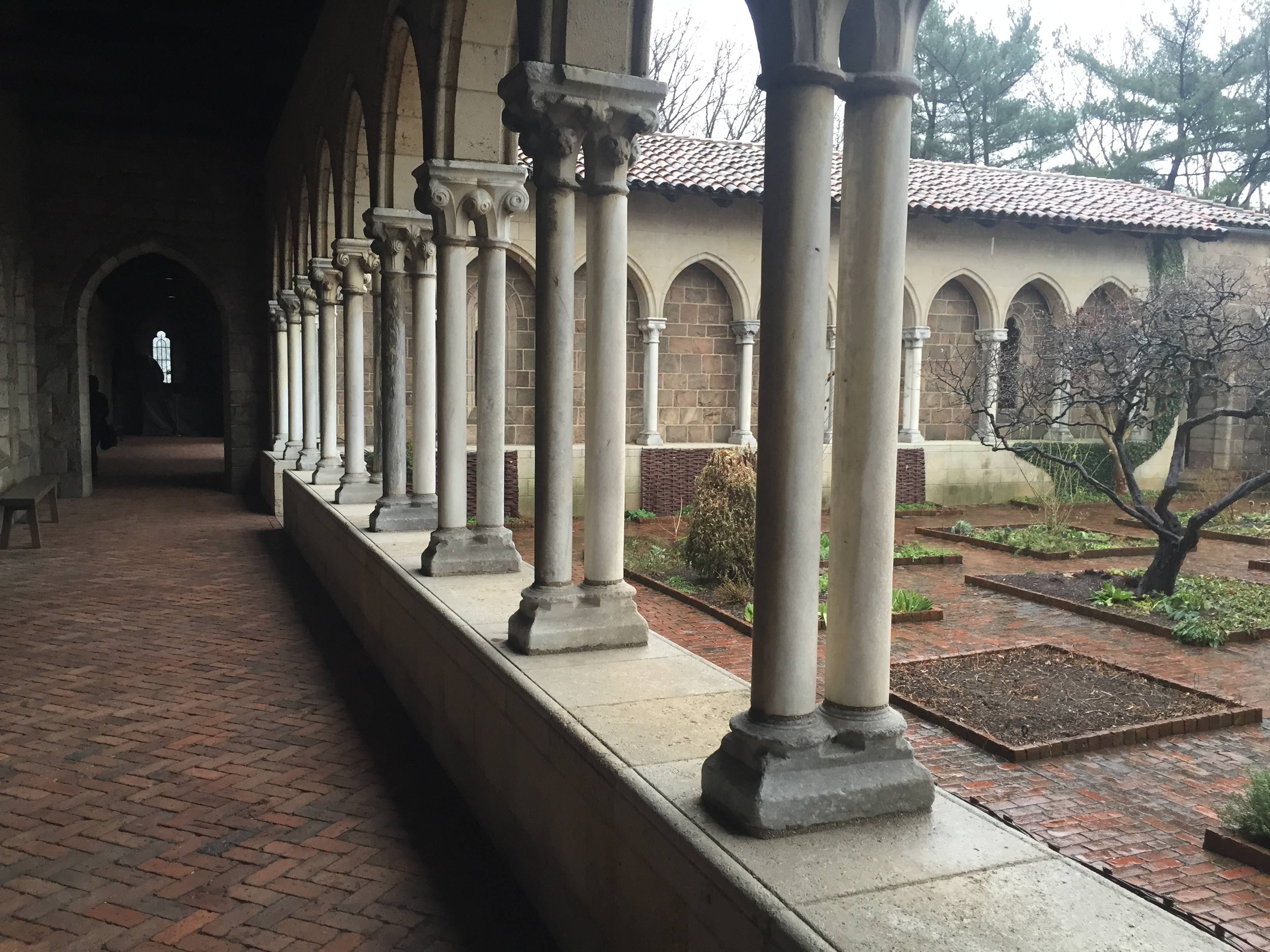
Claustre de Bonafont al The Cloisters de Nova York.

Malgrat la seva decadència va començar durant el segle xiv, va ser la Revolució la que va marcar la fi de l'activitat monacal. L'abadia va ser venuda com a propietat nacional i el seu nou propietari, i els seus descendents es van ocupar de desmantellar-la. Avui els seus elements principals es troben dispersos. Una gran part del claustre va ser muntat en un jardí públic de Sent Gaudenç, i la resta es troba als Estats Units, concretament al Museu dels Claustres de Nova York. L'escultura jacent del comte Bernat la va comprar el Museu dels Agustins el 1823.
Als anys 80, dues associacions van comprar el lloc per salvaguardar-lo. Gràcies a la seva intervenció, l'abadia de Bonafont va ser classificada com a Monument Històric, cosa que va facilitar la realització d'obres d'excavació i restauració.
El març del 2010, les associacions propietàries van vendre la finca abacial al preu simbòlic d'1 euro a la Comunitat de municipis del cantó de Sant Martòri. Cada any s'hi duen a terme noves restauracions: el portal (el 2013), consolidació dels elements de fusta del celler de l'edifici (el 2014) i una part de la façana de la sala capitular (el 2016).